# 倫弗魯 (愛達荷州)
倫弗魯（英語：Renfrew）是位於美國愛達荷州本瓦縣的一個非建制地區。

## 地理
倫弗魯的座標為47°08′39″N 116°26′19″W / 47.14417°N 116.43861°W，而該地的平均海拔高度為823米（即2700英尺）。